# Ясные Зори (Курганская область)
Ясные Зори — деревня в Макушинском муниципальном округе Курганской области России.

## История
В 1964 году указом Президиума Верховного Совета РСФСР деревня Обезьяновка переименована в Ясные Зори.

## Население
| 1989 | 2002 | 2010 |
| ---- | ---- | ---- |
| 130  | ↗143 | ↘132 |